# Ibtesam Badhrees
Ibtesam Saeed Badhrees es una investigadora experimental de física de partículas saudí en King Abdulaziz City for Science and Technology (KACST) y una Distinguished Fellow del New Westminster College.
Fue la primera y en la actualidad única mujer saudí del CERN. Además es la única mujer saudí con un PhD que trabaja en el Centro Nacional de Matemáticas y Física en el King Abdulaziz City for Science and Technology. Sus áreas de investigación son física de partículas, astrofísica, física médica y física nuclear. Badhrees también trabaja como profesora adjunta en la Universidad de Carleton en Ottawa, Canadá.

## Biografía
Ibtesam Badhrees nació en Yeda, Arabia Saudita. Se graduó en física en la Universidad del Rey Abdulaziz en 1990 y obtuvo una maestría en física aplicada/laser en la Universidad Fairleigh Dickinson en 1997. Completó su PhD en física de partículas en la Universidad de Berna en 2011. También obtuvo un PhD en relaciones internacionales de la Escuela de Diplomacia y Relaciones Internacionales de Ginebra. Recibió el premio a la excelencia académica Misión Cultural Saudí en 1996, 1997, 2007 y fue nombrada "Física del Mes" en agosto de 2014 por la American Physical Society.